# Châlette-sur-Loing
Châlette-sur-Loing település Franciaországban, Loiret megyében. Lakosainak száma 12 958 fő (2022. január 1.). Châlette-sur-Loing Cepoy, Pannes, Villemandeur, Paucourt, Amilly, Montargis és Corquilleroy községekkel határos.

## Népesség
A település népességének változása:
| Lakosok száma | 12 745 | 14 961 | 14 591 | 13 026 | 12 812 | 12 790 | 12 576 | 12 688 | 12 743 | 12 958 |
|               | 1968   | 1982   | 1990   | 2006   | 2013   | 2015   | 2017   | 2019   | 2020   | 2022   |